# Friedrich von der Leyen-Bloemersheim
Friedrich Ludwig Gustav Freiherr von der Leyen-Bloemersheim (geboren am 15. Juli 1854 in Krefeld; gestorben am 30. Oktober 1935 auf Haus Meer) war ein preußischer Verwaltungsbeamter und von 1897 bis 1906 Landrat des Kreises Neuß.

## Leben
Friedrich Freiherr von der Leyen-Bloemersheim war ein Sohn des Rittergutsbesitzers und Fideikommissherren Gustav Freiherr von der Leyen-Bloemersheim und dessen Ehefrau Mathilde Freifrau von der Leyen-Bloemersheim, geborene Freiin von Haynau. Er besuchte zunächst das Gymnasium in Kleve und studierte anschließend in Bonn (Immatrikulation am 4. Januar 1873), Straßburg, Leipzig und Göttingen ohne Abschluss Rechts- und Kameralwissenschaften.
Nachdem er im Weiteren bis 1879 als aktiver Soldat diente, war er seit dem 14. April 1883 als beigeordneter Bürgermeister in der Bürgermeisterei Büderich tätig und ab dem 8. September 1888 stellvertretendes Mitglied des Bezirksausschusses. In Büderich am 5. August 1891 zum Ehrenbürgermeister ernannt, gehörte von der Leyen-Bloemersheim seit dem 17. April 1892 dem Kreistag als Deputierter an. Mit der Umsetzung des bisherigen Neusser Landrats, Clemens Freiherr von Schorlemer-Lieser nach Breslau trat von der Leyen-Bloemersheim am 8. Dezember 1897 dessen Nachfolge an. Mit Bestallung vom 12. Dezember 1898 zum 1. Januar 1899 definitiv als Landrat ernannt, schied er zum 30. September 1906 auf eigenen Antrag vom 24. August aus dem Amt.
Von der Leyen-Bloemersburg war Mitglied des Preußischen Herrenhauses und Träger mehrerer Orden: des Roten Adlerorden 4. Klasse (1897), des Kronenorden 3. Klasse (1905) und des Roten Adlerordens 3. Klasse (1906).

## Familie
Friederich von der Leyen-Bloemersheim heiratete am 18. Februar 1879 in Holzhausen Louise Freiin von der Borch (geboren am 4. November 1856 auf Gut Holzhausen; gestorben am 23. Januar 1919 auf Haus Meer), eine Tochter des Rittergutsbesitzers Carl Alhard von der Borch. Das Paar hatte drei Töchter und drei Söhne, darunter den Juristen Joachim Freiherr von der Leyen (1897–1945).